# Xoloitzcuintle
Der Xoloitzcuintle [ʃoloit͡sˈkʷint͡ɬe] (gesprochen: Scholoitz-kuint-li, kurz: Xolo, auch: Mexikanischer Nackthund) ist eine von der FCI anerkannte Hunderasse aus Mexiko (FCI-Gruppe 5, Sektion 6, Standard Nr. 234).

## Herkunft und Geschichtliches
Nackthunde sind keine moderne Züchtung, sondern begleiten den Menschen seit etwa 3500 Jahren. Entstanden sind sie zuerst vermutlich in Mexiko. Von dort breiteten sie sich auf dem amerikanischen Kontinent aus. Die vielleicht früheste Darstellung eines solchen Hundes, eine Tonfigur, datiert auf etwa 1700 v. Chr. und wurde in Tlatilco, Mexiko gefunden. Diese Figur ist sogar die älteste Darstellung eines Hundes auf dem amerikanischen Kontinent überhaupt. Dieser Nackthund könnte bereits in dieser Zeit ein sehr wertvoller, angesehener Hund gewesen sein.
Der Name Xoloitzcuintle stammt aus aztekischer Zeit (d. h. aus der Azteken-Sprache Nahuatl) und bedeutet etwa „Hund des Gottes Xolotl“.
Auch in der mexikanischen Colima-Keramik, die 450 v. Chr. – 250 n. Chr. datiert, wurde der Xoloitzcuintle häufig dargestellt.
Im 8. Jahrhundert n. Chr. lassen sich Nackthunde auch in Peru nachweisen. Eine spätere Kreuzung aus Xoloitzcuintles und europäischen Gesellschaftshunden brachte den Chinesischen Nackthund hervor.
Über die Frage, inwieweit die heutigen Xolos auf den präkolumbischen Xoloitzcuintle zurückgehen, entfachte sich eine über etliche Jahre hinweggehende Diskussion:
Eine genetische Studie von 1999, bei der mitochondriale DNA verwendet wurde, ergab, dass die DNA-Sequenzen des Xoloitzcuintle mit denen von Hunden aus der Alten Welt identisch sind. Diese frühe Studie fand keine enge genetische Verwandtschaft zwischen dem Xoloitzcuintle und dem Chinesischen Schopfhund, einer anderen haarlosen Rasse, die vom American Kennel Club als Vorfahre des Xoloitzcuintle genannt wird.
Eine 2013 veröffentlichte Studie belegt, dass einige amerikanische Hunderassen aus präkolumbischer Zeit stammen und kaum europäischen Einflüssen unterlagen. 30 % der weiblichen Vorfahren des Xoloitzcuintle sind laut dieser Studie europäischen Ursprungs. Der Evolutionsgenetiker Peter Savolainen bemerkt 2013 zu dieser Studie: „Unsere Ergebnisse zeigen, dass amerikanische Hunde ein Rest der ursprünglichen amerikanischen Kultur sind. Das zeigt, wie wichtig es ist, ihre Populationen zu erhalten.“
Im Jahr 2018 zeigte eine Analyse der DNA des gesamten Genoms, dass domestizierte Hunde 4.500 Jahre lang aus Sibirien nach Nordamerika kamen und die nächsten 9.000 Jahre isoliert waren. Nach dem Kontakt mit den Europäern wurden diese Linien durch eurasische Hunde und deren lokale Nachkommen, wie den Xoloitzcuintle, ersetzt. Die vorkolumbianischen Hunde wiesen eine einzigartige genetische Signatur auf, die heute fast verschwunden ist.
Im Jahr 2020 zeigte die Sequenzierung alter Hundegenome schließlich, dass von den beiden mexikanischen Rassen der Chihuahua 4 % und der Xoloitzcuintli 3 % vorkoloniale Abstammung beibehalten haben.
Dies bestätigte Ergebnisse von 2018, nach denen die heutigen Xolos zwar im Aussehen den vorkolumbianischen (englisch precontact dogs) ähneln, aber von diesen genetisch ganz verschieden sind.

## Beschreibung

### Varietäten
Die FCI unterscheidet für den Xoloitzcuintle drei Größenvarietäten:
- Standard 46 bis 60 cm (+2 cm Toleranz bei vorzüglichen Exemplaren)
- Mittel 36 bis 45 cm
- Miniatur 25 bis 35 cm.

Für diese Varietäten wird jeweils getrennt das CACIB vergeben.
Außerdem gibt es zwei Fellvarietäten, die jedoch für das CACIB nicht getrennt werden: Die Varietät ohne Haar und die Varietät mit Haar.

### Xoloitzcuintle ohne Haar
Die Hunde sind haarlos, lediglich auf der Stirn und an der Rutenspitze können kleine Haarbüschel auftreten. Die Farbe der Haut kann schwarz, schiefergrau, leberfarben oder bronze sein, wobei rosa- oder kaffeefarbene Flecken zulässig sind. Die Haut ist weich, elastisch und glatt. Dieser Hund besitzt etwa 10 cm lange „Fledermausohren“ und mandelförmige Augen, deren Farbe von schwarz bis gelb variieren kann. Meist fehlen Zähne, da das Fehlen von Zähnen mit dem Fehlen von Haaren genetisch zusammenhängt.

### Xoloitzcuintle mit Haar
Die Hunde sind völlig mit Haar bedeckt. Während der Standard bis 2012 für dessen Farbe, Länge und Textur keine Einschränkungen vorsah, sind jetzt die gleichen Farben vorgeschrieben wie bei den haarlosen Hunden und das Fell muss kurz sein. Anders als bei den haarlosen Vertretern der Rasse wird hier ein vollständiges Gebiss gefordert. Auch die vorgeschriebene Haltung der Ohren hat sich mit dem Standard von 2012 geändert: Während die haarlose Varietät bei Aufmerksamkeit die Ohren immer aufrecht halten muss, waren hier verschiedene Haltungen der Ohren zulässig, solange sie beim aufmerksamen Hund für beide Ohren gleich sind. Jetzt gelten für beide Varietäten auch hier die gleichen Vorgaben.

## Problematik der Rasse
Die Haarlosigkeit wird dominant vererbt und wirkt in homozygoter Form als Letalfaktor, der zum Absterben der homozygot haarlosen Embryonen schon im Mutterleib führt. Entgegen der bei einem normalen dominant-rezessiven Erbgang zu erwartenden Verteilung kommt es also bei der Verpaarung von zwei unbehaarten Hunden zu einem durchschnittlichen Verhältnis von 2:1 zwischen unbehaarten und behaarten Nachkommen. Paart man dagegen einen behaarten Hund mit einem Nackthund, so entstehen je zur Hälfte nackte und behaarte Hunde. Diese Art der Zucht vermeidet die phänotypische Ausprägung des Letalfaktors. Dennoch ist die Verpaarung von Hunden mit Fell nach Vorgabe des Rassestandards nur dann zulässig, wenn der Hund mit Fell seit mindestens drei Generationen von haarlosen Vorfahren abstammt. Der Partner muss zwingend   haarlos sein, untereinander dürfen Hunde mit Fell nicht verpaart werden. Aufgrund dieses Sachverhalts wird diese Rasse zuweilen als Qualzucht angesehen; es gibt die Forderung, die Zucht mit Trägern des Defektgens zu verbieten.

## Wesen
Ein Xoloitzcuintle ist freundlich, anhänglich an seine Familie, intelligent, würdevoll und ruhig und hat ein großes Anpassungsvermögen. Fremden gegenüber zeigt er sich üblicherweise misstrauisch, was ihn zum guten Wachhund macht.

## Pflege
Die Haut des Xolo ist dicker und robuster als bei behaarten Hunden. Der Mexikanische Nackthund ist nicht übermäßig kälteempfindlich, vergleichbar mit kurzhaarigen Hunden ohne Unterwolle, z. B. Pinscher. Vor Sonnenbrand müssen vor allem die helleren Hautpartien und generell die hellen Nackthunde geschützt werden. Grau-schwarze Nackthunde sind kaum gefährdet, da sie schon die ersten Sonnenstrahlen nutzen, um ihre Pigmente in der Haut anzureichern, so dass aus einem „grauen“ Hund im Winter ein „schwarzer“ Hund im Sommer wird. Ist dem Hund zu heiß, liegt er auch lieber im Schatten.

## Verwendung
Wachhund und Familienhund